# Ajar Valley Nature Reserve
Het Ajar Valley Nature Reserve is een beschermd natuurgebied in de Afghaanse provincie Bamyan. Het werd in het begin van de 20e eeuw aangewezen als natuurreservaat nadat de Afghaanse koninklijke familie het gebied had gebruikt voor de jacht. Het wordt door de IUCN beschouwd als een van de belangrijkste natuurgebieden van Afghanistan en werd in 1981 voorgesteld als nationaal park. Stroperij is nog steeds een probleem in de vallei en de bescherming is beïnvloed door oorlog. Vooral de steenbokkenpopulatie wordt bedreigd. Het reservaat ligt in de ecoregio halfwoestijn van de Afghaanse bergen. 